# Unificación Democrática
Unificación Democrática (UD) fue un partido político de Honduras, fundado el 29 de septiembre de 1992, por la fusión de cuatro partidos políticos de izquierda clandestina o semiclandestina, en el contexto de la cambiante situación política en Centroamérica en ese período, tras el fin de la Guerra Fría. El 18 de marzo de 2025 el TJE declara la cancelación del partido debido a que no cumplió con los requisitos de ley.

## Historia
El partido nació de la fusión de los siguientes partidos izquierdistas clandestinos:
- Partido para la Transformación de Honduras.
- Partido Revolucionario Hondureño.
- Partido Morazanista de Liberación Nacional.
- Partido Renovación Democrática (antiguo Partido Comunista de Honduras).

En el decreto n.º 189-93 del Congreso Nacional de Honduras, el Estado reconoció legalmente a UD, poco después del Tratado de Esquipulas, que daba a las guerrillas centroamericanas estatus de partidos políticos legales. Seguido de esto, el Tribunal Nacional de Elecciones lo reconoció como la quinta formación política del país. 
En 1997 obtuvo el 1% de los votos presidenciales, 2% legislativos y 1% municipales, consiguiendo sólo un diputado del Congreso Nacional y un diputado del Parlacen, un alcalde y 21 concejales. En el 2001 consiguió el 1% de votos presidenciales, 4% de los escrutinios parlamentarios y el 2% de apoyo municipal, consiguiendo cinco diputados nacionales, uno centroamericano y 26 concejales. En las elecciones del año 2005, su candidato presidencial, Juan Ángel Almendares, tuvo el 1%, con cinco diputados nacionales.
Apoyó al depuesto Manuel Zelaya antes y después del golpe de Estado del 28 de junio de 2009, y denunció persecución por parte de las autoridades "golpistas" hacía sus legisladores y el asesinato de algunos de sus líderes.
También lideró el licenciado Matías Funes, candidatos a Diputación: Doris Gutiérrez, César Ham, Rafael Alegría, Juan Barahona, Marvin Ponce según muchas personas estos últimos tenían acusaciones de fraude, robos denunciados por los campesinos, madres solteras, estudiantes. Después de unos años ejerció como líder, Ramón García, fue obligado a bajar de un
vehículo de transporte público cuando regresaba de una manifestación a favor de la reintegración de Manuel Zelaya al poder, y fue acribillado a tiros en la localidad de Santa Bárbara por desconocidos el día 12 de julio, según reporta el informe de la Misión Internacional de Observación de Derechos Humanos. Un día antes fue asesinado en su domicilio a tiros Roger Iván Bados González, quien fuera dirigente del Bloque Popular en San Pedro Sula.
En la actualidad, algunos acusan a la UD de ser un aliado del Partido Nacional de Honduras, traicionado así, sus ideas socialistas.
El 18 de marzo de 2025 el TJE después de un recurso de apelación, declara cancelar la inscripción del partido en el registro de partidos políticos, indicando tal determinación ya que se verificó que este partido político no obtuvo al menos un diputado en el Congreso Nacional o un alcalde a nivel municipal en el último proceso electoral general.

## Estructura
El lema del partido era "UD marca la diferencia", y sus pilares eran la ética, democracia, criticismo, propuesta y lucha. La Unificación Democrática se caracterizaba por los colores rojo y amarillo que simbolizan la sangre de los mártires y el nuevo amanecer, respectivamente. La bandera de la UD era de color amarillo con la letra "UD" en rojo.
Su máxima autoridad era la Asamblea Nacional, que eligia la Junta Directiva Nacional, con asambleas y juntas departamentales y municipales, y los colectivos de base.

## Historial electoral
| Elección | Candiadato            | Votos  | %      | Diputados | Alcaldes | Posición | Mantiene el registro |
| -------- | --------------------- | ------ | ------ | --------- | -------- | -------- | -------------------- |
| 1997     | Matías Fúnez          | 24,243 | 1.23%  | 1/128     | 0/298    | 4.ª      | Sí                   |
| 2001     | Matías Fúnez          | 24,102 | 1.11%  | 5/128     | 0/298    | 4.ª      | Sí                   |
| 2005     | Juan Ángel Almendares | 27,102 | 1.49%  | 4/128     | 0/298    | 3.ª      | Sí                   |
| 2009     | César Ham             | 39,420 | 1.70%  | 4/128     | 0/298    | 5.ª      | Sí                   |
| 2013     | Andrés Pavón*         | 3,118* | 0.10%* | 1/128     | 0/298    | 8.ª      | Sí                   |
| 2017     | Alfonso Díaz Narváez  | 4,633  | 0.14%* | 1/128     | 0/298    | 2.ª      | Sí                   |
| 2021     | Alfonso Díaz Narváez  | 5,081  | 0.15%  | 0/128     | 0/298    | 11.ª     | No                   |

* En Alianza UD-FAPER con el Partido Frente Amplio